# 千葉県道215号八街停車場線

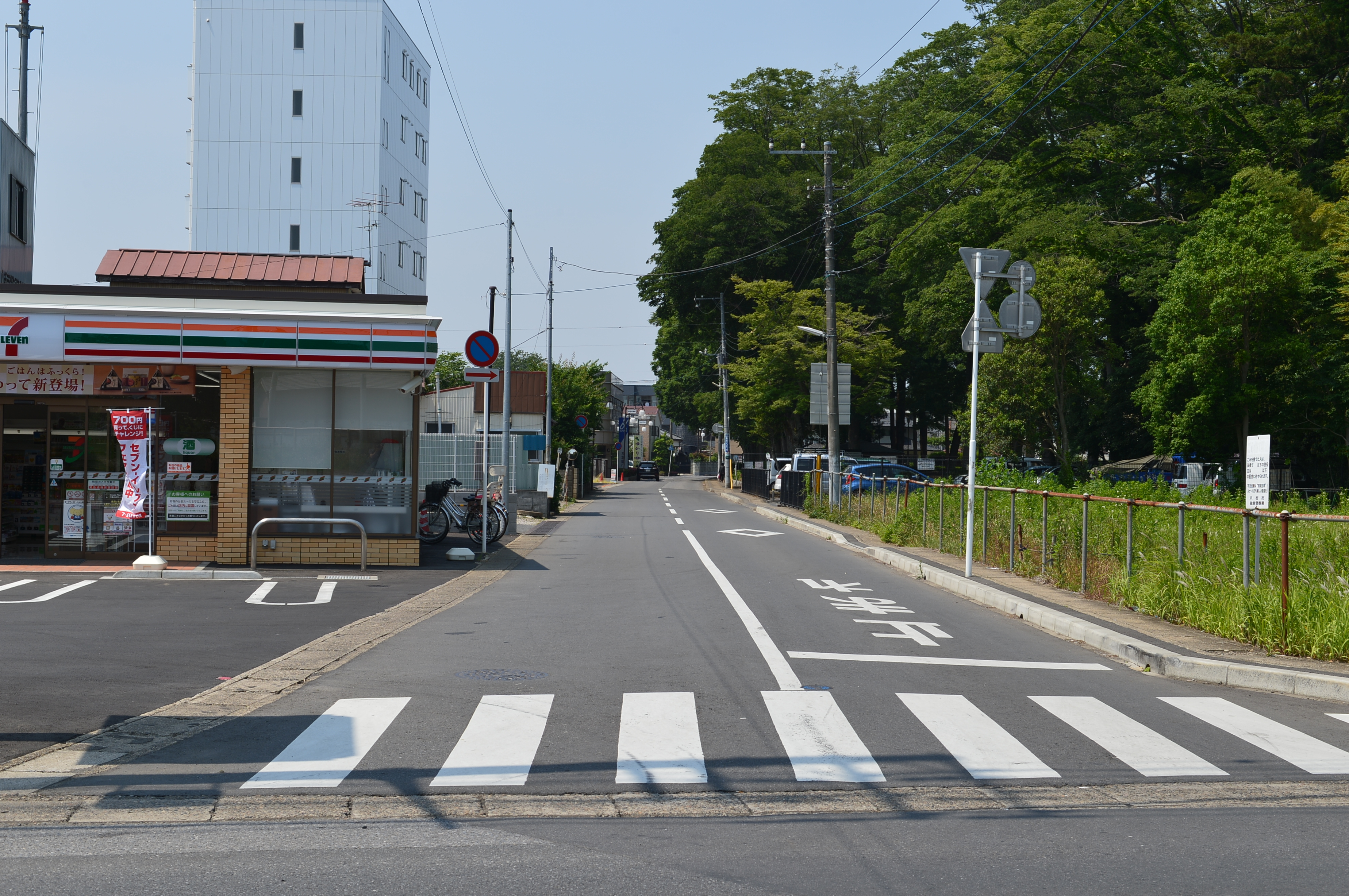
千葉県道215号八街停車場線
八街市八街ほ・主要地方道千葉八街横芝線との交差点から八街駅方面を臨む（2015年5月）

千葉県道215号八街停車場線（ちばけんどう215ごう やちまたていしゃじょうせん）は、千葉県八街市のJR総武本線八街駅と千葉県道22号千葉八街横芝線を結ぶ一般県道である。

## 概要
JR総武本線八街駅南口から千葉県道22号千葉八街横芝線の八街駅入口の交差点まで南北に結ぶ約0.4kmの路線。八街中心市街の八街十字路の西側近傍に位置し国道409号と平行する。

### 路線データ
- 起点：八街市八街ほ（JR総武本線八街駅）
- 終点：八街市八街ほ（千葉県道22号千葉八街横芝線交点）

## 路線状況
全線2車線、センターラインは追い越し可能である。八街駅と連絡する路線バスの経路に設定されている。

## 地理
八街中心市街地の下総台地上にあり、道路は平坦でほぼ直線形で見通しが良い。

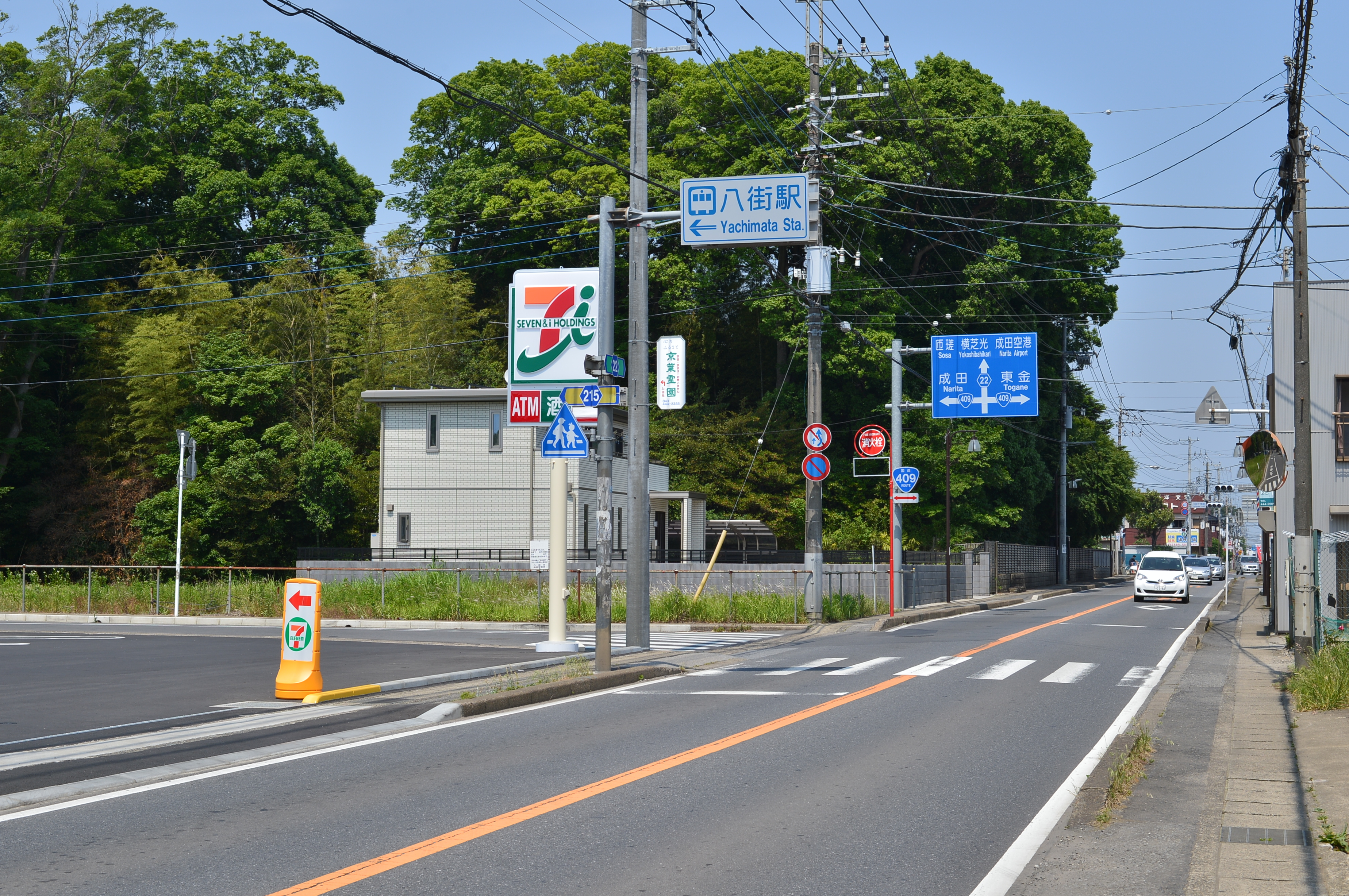
八街駅入口の交差点（2015年5月）

### 通過する自治体
- 千葉県八街市

### 交差する道路
- 千葉県道22号千葉八街横芝線（終点）

### 沿線
- JR総武本線 八街駅（南口）
- 東葉クリニック八街
- 京葉銀行八街支店